# Frédéric Auguste Zuberbühler
Frédéric Auguste Zuberbühler, né le 15 avril 1796 au Locle et décédé le 18 avril 1866 au même endroit, est un homme politique suisse. De 1854 à 1857, il est membre du Conseil national.

## Biographie
Frédéric Auguste Zuberbühler est le fils d'un propriétaire terrien et horloger. Il effectue un apprentissage d'horloger au Locle et travaille comme marchand de montres jusqu'en 1848. En 1853, il travaille au bureau de contrôle des métaux précieux. À partir de 1856, il est juge au tribunal de district du Locle. Radical, il siège à partir de 1831 au corps législatif, le nouveau parlement de la Principauté prussienne de Neuchâtel. Après la Révolution de mars 1848 et l'éviction du gouvernement du gouverneur prussien Ernst von Pfuel, il est membre du comité administratif provisoire pour la justice et la police.
Zuberbühler fait partie de l'Assemblée constituante de 1848. La même année, il est élu au Grand Conseil du canton de Neuchâtel, dont il est membre jusqu'en 1852, puis à nouveau de 1857 à 1865. De plus, il est membre du Conseil général du Locle de 1850 à 1860. Il se présente avec succès aux élections du Conseil national en 1854, puis s'engage pour la construction de la voie ferrée du Jura industriel. En 1857, ne se représente pas aux élections.